# Dasineura mojynkumensis
Dasineura mojynkumensis är en tvåvingeart som beskrevs av Fedotova 1994. Dasineura mojynkumensis ingår i släktet Dasineura och familjen gallmyggor.
Artens utbredningsområde är Kazakstan. Inga underarter finns listade i Catalogue of Life.